# 日本坂パーキングエリア

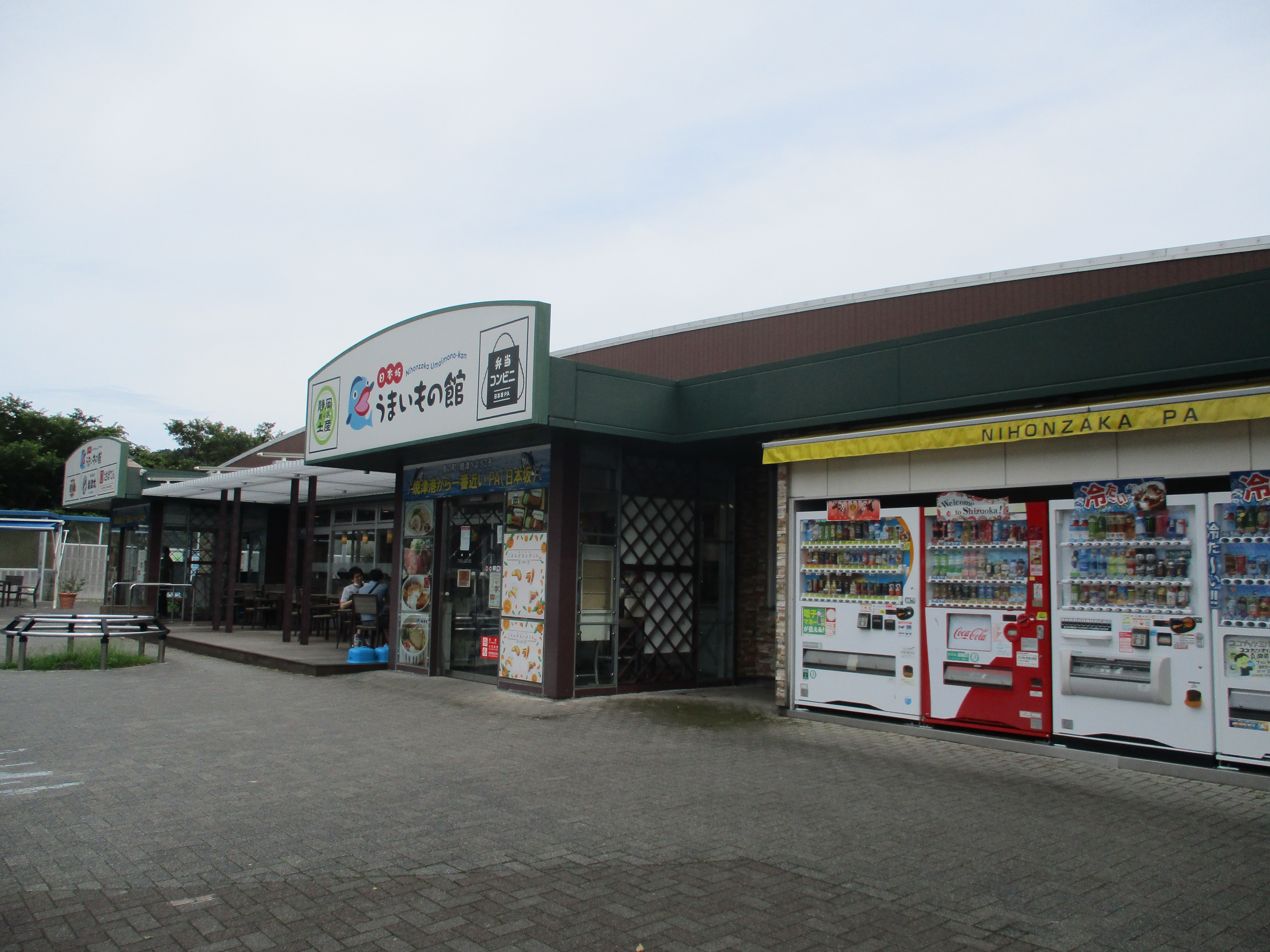
下り線施設

日本坂パーキングエリア（にほんざかパーキングエリア）は、静岡県焼津市の東名高速道路上にあるパーキングエリアである。

## 概要
当初は日本坂トンネルの焼津側坑口にほど近い場所に設置されており、現在よりも小規模であった。
日本坂トンネル改築工事に伴い1999年夏に約1キロ西方に移転し、駐車スペースやアメニティ施設が以前より大規模なものとなった。一方で旧施設は建物が撤去され、立入りは出来ないが駐車スペースの跡が2019年現在も残っている。
上り線PA出口の合流車線はそのまま走行車線となり、日本坂トンネル手前の左右ルート分岐に至る。上り線PA入口分岐付近も将来6車線化を見据えてスペースを確保しているため路肩幅が大きくなっている。

## 道路
- E1 東名高速道路

## 施設

### 上り線（東京方面）
- 駐車場
  - 大型 36台
  - 小型 94台
- トイレ
  - 男性 大5（和式1・洋式4）・小15
  - 女性 21（和式2・洋式19）
    - 同伴の男児用 6

  - 車椅子用 1
- フードコート[1]
  - らぅめん「焼津亭」（7:30 - 20:00）
  - 食い処「花沢亭」（7:30 - 20:00）
- ショッピングコーナー（7:30 - 20:00）[1]
- ファミリーマート（24時間）[1]
  - コンビニATM（イーネット：スルガ銀行管理）
- 自動販売機

### 下り線（名古屋方面）
- 駐車場
  - 大型 44台
  - 小型 136台
- トイレ
  - 男性 大6（和式1・洋式5）・小18
  - 女性 25（和式３・洋式22）
    - 同伴の男児用 3

  - 車椅子用 1
- スナック（7:00 - 21:30）
- ショッピング（7:00 - 22:00）
- 自動販売機

## 隣
E1 東名高速道路
(11) 静岡IC - 日本坂PA - (12) 焼津IC